# Lista celor mai înalte hoteluri din lume

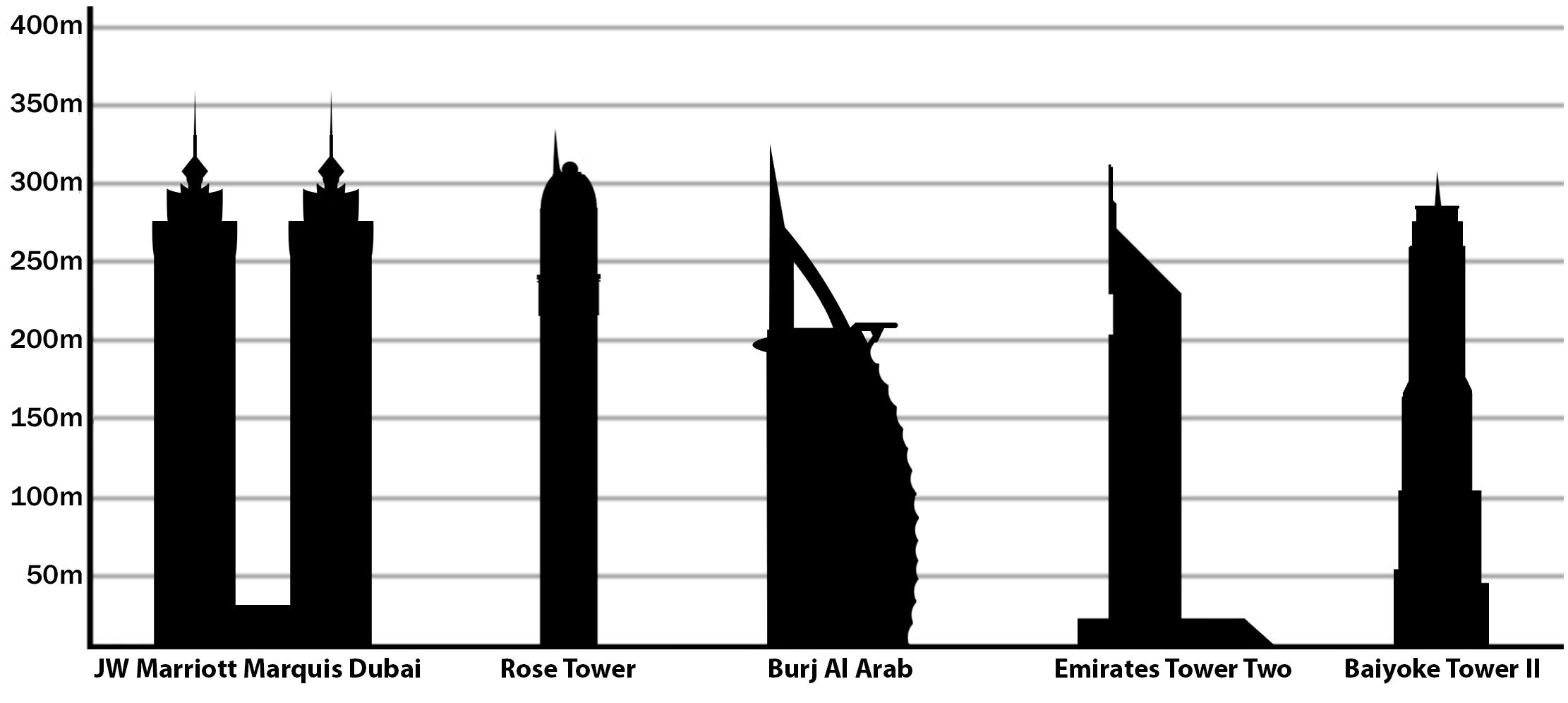
Diagrama unora dintre cele mai înalte hoteluri din lume în 2025

Lista celor mai înalte hoteluri din lume clasifică cele mai înalte clădiri din lume destinate exclusiv utilizării ca spații de cazare turistică (hoteluri). Lista include clădirile finalizate care au o înălțime de cel puțin 200 de metri. Clădirile cu utilizare multiplă (de exemplu, cele care includ atât camere de hotel cât și spații rezidențiale sau de birouri) nu sunt incluse în listă. Ordinea este descrescătoare, în funcție de înălțimea structurală a clădirii.
Unele clădiri înalte sunt multifuncționale și includ un hotel care ocupă doar etajele superioare ale clădirii respective. Cel mai înalt hotel de acest fel din lume este Rosewood Hotels & Resorts din Guangzhou, situat la ultimele etaje ale Guangzhou CTF Finance Centre, un zgârie-nori din China care măsoară 530 de metri înălțime și are 111 niveluri.

## Lista celor mai înalte hoteluri din lume
| Imagine | Nume                                              | Oraș          | Țară                  | Înălțime (m) | Niveluri | An   | Note   |
|         |                                                   |               |                       |              |          |      |        |
| ------- | ------------------------------------------------- | ------------- | --------------------- | ------------ | -------- | ---- | ------ |
|         | Ciel Tower                                        | Dubai         | Emiratele Arabe Unite | 365,5        | 82       | 2024 | [ 1 ]  |
|         | Gevora Hotel                                      | Dubai         | Emiratele Arabe Unite | 356,3        | 75       | 2017 | [ 2 ]  |
|         | JW Marriott Marquis Dubai                         | Dubai         | Emiratele Arabe Unite | 355,4        | 82       | 2013 | [ 3 ]  |
|         | Rose Rayhaan by Rotana                            | Dubai         | Emiratele Arabe Unite | 333          | 72       | 2007 | [ 4 ]  |
|         | Burj Al Arab                                      | Dubai         | Emiratele Arabe Unite | 321          | 56       | 1999 | [ 5 ]  |
|         | Jumeirah Emirates Towers Hotel                    | Dubai         | Emiratele Arabe Unite | 309          | 56       | 2000 | [ 6 ]  |
|         | Baiyoke Tower II                                  | Bangkok       | Thailanda             | 304          | 84       | 1997 | [ 7 ]  |
|         | Wuxi Maoye City - Marriott Hotel                  | Wuxi          | China                 | 303,8        | 68       | 2013 | [ 8 ]  |
|         | Aspire Tower                                      | Doha          | Qatar                 | 300          | 36       | 2007 |        |
|         | The Tower Plaza                                   | Dubai         | Emiratele Arabe Unite | 294          | 65       | 2011 | [ 9 ]  |
|         | The Sky Taipei                                    | Taipei        | Taiwan                | 280          | 56       | 2024 | [ 10 ] |
|         | Four Seasons Hotel                                | Manama        | Bahrain               | 269,7        | 60       | 2014 | [ 11 ] |
|         | Radisson Royal Dubai                              | Dubai         | Emiratele Arabe Unite | 269          | 60       | 2010 | [ 12 ] |
|         | Sail Tower                                        | Jeddah        | Arabia Saudită        | 264,7        | 65       | 2021 | [ 13 ] |
|         | Grand Lisboa                                      | Macao         | Macao                 | 258          | 52       | 2008 | [ 14 ] |
|         | Ciputra World Jakarta I                           | Jakarta       | Indonezia             | 253,3        | 52       | 2014 | [ 15 ] |
|         | Financial Street Westin Hotel                     | Chongqing     | China                 | 245,3        | 54       | 2014 | [ 16 ] |
|         | Western International Finance Center Conrad Hotel | Chengdu       | China                 | 241          | 65       | 2014 | [ 17 ] |
|         | Centara Grand Hotel                               | Bangkok       | Thailanda             | 235          | 57       | 2008 | [ 18 ] |
|         | The Palm Tower                                    | Dubai         | Emiratele Arabe Unite | 231,5        | 53       | 2020 | [ 19 ] |
|         | Courtyard & Residence Inn Manhattan               | New York City | Statele Unite         | 229,6        | 67       | 2013 | [ 20 ] |
|         | The Peak Shangri-La                               | Phnom Penh    | Cambodgia             | 228,4        | 55       | 2022 | [ 21 ] |
|         | Swissôtel The Stamford                            | Singapore     | Singapore             | 226          | 73       | 1986 | [ 22 ] |
|         | Fontainebleau Las Vegas                           | Las Vegas     | Statele Unite         | 224          | 68       | 2023 | [ 23 ] |
|         | Detroit Marriott at the Renaissance Center        | Detroit       | Statele Unite         | 221,5        | 70       | 1977 | [ 24 ] |
|         | Carlton Downtown                                  | Dubai         | Emiratele Arabe Unite | 220,7        | 49       | 2008 | [ 25 ] |
|         | Westin Peachtree Plaza Hotel                      | Atlanta       | Statele Unite         | 220,4        | 73       | 1976 | [ 26 ] |
|         | Furama Hotel Phase 3                              | Dalian        | China                 | 218          | 55       | 2015 | [ 27 ] |
|         | Ocean Casino Resort                               | Atlantic City | Statele Unite         | 216,4        | 47       | 2012 | [ 28 ] |
|         | Jeju Dream Hotel Tower                            | Jeju, Jeju-do | Coreea de Sud         | 213          | 62       |      |        |
|         | Ritz-Carlton Jakarta Tower I                      | Jakarta       | Indonezia             | 212          | 48       | 2005 | [ 29 ] |
|         | Ritz-Carlton Jakarta Tower II                     | Jakarta       | Indonezia             | 212          | 48       | 2005 | [ 29 ] |
|         | Hilton Hotel Main Building                        | Dongguan      | China                 | 208          | 52       | 2017 | [ 30 ] |
|         | Four Seasons Hotel New York                       | New York City | Statele Unite         | 207,9        | 52       | 1993 | [ 31 ] |
|         | Radisson Hotel Shanghai New World                 | Shanghai      | China                 | 207          | 47       | 2003 | [ 32 ] |
|         | Tamani Hotel Marina                               | Dubai         | Emiratele Arabe Unite | 207          | 54       | 2006 | [ 33 ] |
|         | Sofitel Jin Jiang Oriental Pudong Hotel           | Shanghai      | China                 | 207          | 48       | 2002 | [ 34 ] |
|         | Marina Bay Tower 1                                | Singapore     | Singapore             | 206,9        | 57       | 2010 | [ 35 ] |
|         | Hotel Ukraina                                     | Moscova       | Rusia                 | 206          | 34       | 1955 | [ 36 ] |
|         | Marina Bay Tower 3                                | Singapore     | Singapore             | 206          | 57       | 2010 | [ 37 ] |
|         | Resorts World Las Vegas                           | Las Vegas     | Statele Unite         | 205,4        | 57       | 2021 | [ 38 ] |
|         | Four Seasons Hotel Hong Kong                      | Hong Kong     | Hong Kong             | 205          | 55       | 2005 | [ 39 ] |
|         | Riu Plaza Guadalajara                             | Guadalajara   | Mexic                 | 204          | 42       | 2011 | [ 40 ] |
|         | Berjaya Times Square Hotel Tower A                | Kuala Lumpur  | Malaysia              | 203,1        | 48       | 2003 | [ 41 ] |
|         | Renaissance Hotel Tianjin                         | Tianjin       | China                 | 203          | 48       | 2002 | [ 42 ] |
|         | Marina Bay Tower 2                                | Singapore     | Singapore             | 202,8        | 57       | 2010 | [ 43 ] |
|         | Yuanyang Hotel                                    | Dalian        | China                 | 200,8        | 51       | 2000 | [ 44 ] |
|         | Dicara Gold Tower - Hilton Hotel                  | Hangzhou      | China                 | 200          | 55       | 2014 | [ 45 ] |
|         | City Center Hotel                                 | Doha          | Qatar                 | 200          | 58       | 2013 | [ 46 ] |
|         | Dolton Hotel Changsha                             | Changsha      | China                 | 200          | 51       | 1998 | [ 47 ] |
|         | Conrad Seoul Hotel                                | Seoul         | Coreea de Sud         | 200          | 38       | 2012 | [ 48 ] |

## Hoteluri înalte în stadiu de construcție
| Imagine | Nume                  | Oraș                         | Țară                  | Înălțime (m) | Niveluri | An   | Note   |
|         |                       |                              |                       |              |          |      |        |
| ------- | --------------------- | ---------------------------- | --------------------- | ------------ | -------- | ---- | ------ |
|         | Naga 3 Tower A        | Phnom Penh                   | Cambodgia             | 358          | 75       | 2026 | [ 49 ] |
|         | Hotel Ryugyong        | Phenian                      | Coreea de Nord        | 330          | 105      | -    | [ 50 ] |
|         | 740 Eighth Avenue     | New York City                | Statele Unite         | 325,1        | 52       | 2027 | [ 51 ] |
|         | Wynn Al Marjan Island | Ras al-Khaimah               | Emiratele Arabe Unite | 305          | 75       | 2027 | [ 52 ] |
|         | Pinnacle Tower II     | Nairobi                      | Kenya                 | 201          | 45       | -    | [ 53 ] |
|         | Cube Tower            | Batumi                       | Georgia               | 260          | 42       | 2025 | [ 54 ] |
|         | Naga 3 Tower B        | Phnom Penh                   | Cambodgia             | 256          | 61       | 2026 | [ 55 ] |
|         | Naga 3 Tower C        | Phnom Penh                   | Cambodgia             | 256          | 61       | 2026 | [ 56 ] |
|         | Tycoon Tower          | Noua Capitală Administrativă | Egipt                 | 233          | 50       | 2026 | [ 57 ] |
|         | Wyatt Hotel           | Xiamen, Fujian               | China                 | 216,1        | 50       | 2025 | [ 58 ] |
|         | Hopewell Mega Tower   | Hong Kong                    | Hong Kong             | 210          | 55       | 2025 | [ 59 ] |

## Cronologia celor mai înalte hoteluri din lume
| Imagine | Perioadă             | Nume                         | Oraș          | Țară                  | Înălțime (m) | Niveluri |
|         |                      |                              |               |                       |              |          |
| ------- | -------------------- | ---------------------------- | ------------- | --------------------- | ------------ | -------- |
|         | 1926-1927 (1 an)     | Ritz Tower                   | New York City | Statele Unite         | 165          | 41       |
|         | 1927-1931 (4 ani)    | Hotel Sherry-Netherland      | New York City | Statele Unite         | 171          | 40       |
|         | 1931-1955 (24 ani)   | Waldorf-Astoria Hotel        | New York City | Statele Unite         | 191          | 47       |
|         | 1955-1976 (21 ani)   | Hotel Ukraina                | Moscova       | Rusia                 | 198          | 34       |
|         | 1976-1977 (1 an)     | Westin Peachtree Plaza Hotel | Atlanta       | Statele Unite         | 220,37       | 73       |
|         | 1977-1986 (9 ani)    | Renaissance Center           | Detroit       | Statele Unite         | 222          | 73       |
|         | 1986-1997 (11 ani)   | Swissôtel The Stamford       | Singapore     | Singapore             | 226          | 73       |
|         | 1997-1999 (2 ani)    | Baiyoke Tower II             | Bangkok       | Thailanda             | 304          | 85       |
|         | 1999-2007 (8 ani)    | Burj Al Arab                 | Dubai         | Emiratele Arabe Unite | 321          | 56       |
|         | 2007-2012 (5 ani)    | Rose Rayhaan by Rotana       | Dubai         | Emiratele Arabe Unite | 333          | 72       |
|         | 2012-2017 (5 ani)    | JW Marriott Marquis Dubai    | Dubai         | Emiratele Arabe Unite | 355          | 82       |
|         | 2017-2024 (7 ani)    | Gevora Hotel                 | Dubai         | Emiratele Arabe Unite | 356,3        | 75       |
|         | 2024-prezent (1 ani) | Ciel Tower                   | Dubai         | Emiratele Arabe Unite | 365,5        | 82       |